# Ptilothrix corrientium
Ptilothrix corrientium là một loài Hymenoptera trong họ Apidae. Loài này được Strand mô tả khoa học năm 1910.